# Językowe środki perswazji
Językowe środki perswazji – reguły i mechanizmy wywierania wpływu stosowane w perswazji oraz retoryce. Przydatne w argumentacji i negocjacji, służą do przekonywania innych do swoich racji oraz poglądów, jednocześnie nie szkodząc odbiorcy komunikatu językowego. Często używane i hiperbolizowane w manipulacji, gdzie mają wydźwięk negatywny. 

## Reguły wywierania wpływu
Są to prawa, których zadaniem jest zmienienie stanu emocjonalnego odbiorcy, efektem czego jest on podatny na wpływ innych osób. Robert Cialdini za najważniejsze reguły uznał:
1. Wzajemność – ktoś coś dla nas zrobił dlatego czujemy się zobowiązani, by mu się odwdzięczyć. Przykład: X pożycza rower, którego sam nie posiada, od Y, aby móc uczestniczyć wraz z przyjaciółmi w rowerowej wycieczce za miasto. Kiedy Y poprosi o coś X, to ten będzie bardziej skłonny mu pomóc, aby wyrównać stan zależności.
2. Zaangażowanie i konsekwencja – im większe zaangażowanie w jakąś sprawę, tym konsekwentniej dąży się do jej zrealizowania. Rozpoczynając działanie, chcemy je dokończyć, gdyż jest to dobrze postrzegane, a nam przynosi satysfakcję. Przykład: Kiedy X zacznie robić zakupy w sklepie Y i jednocześnie zbierać za nie punkty lojalnościowe, to będzie dążył, aby jak najczęściej robić zakupy w sklepie Y, tak aby konsekwentnie gromadzić punkty.
3. Społeczny dowód słuszności – skoro inni tak myślą lub coś robią, to jest to słuszne. Większość ma rację, dlatego postępuje się tak jak ogół. Przykład: Przyjemny głos w reklamie mówiący „Większość Polaków zaufała już proszkowi Y, teraz twoja kolej.”
4. Lubienie i sympatia – chętniej przyjmujemy punkt widzenia i argumenty od osób, które znamy, lubimy i darzymy zaufaniem. Przykład: Kolega, który poleca nam książkę, którą sam ostatnio przeczytał.
5. Autorytet – automatycznie ulegamy wszelkim autorytetom. Autorytet uważany jest za specjalistę w danej dziedzinie, a przez to za osobę godną zaufania. Przykład: Językowe porady prof. Miodka.
6. Niedostępność – ograniczony dostęp powoduje wyjątkowość i chęć posiadania niedostępnego dobra. Przykład: Białe kruki osiągają wysokie ceny przez fakt, że są unikalne.
7. Maksymalizacja własnego zysku – dążenie do uzyskania maksymalnego zysku przy jak najniższym nakładzie własnym. Przykład: Wszelkiego rodzaju piramidy finansowe takie jak Amber Gold, gdzie klient jest mamiony wysokim zyskiem.

Często stosuje się kilka reguł jednocześnie. Podnosi to ich skuteczność.

## Implikacja
Implikacja jest strukturą językową polegającą na połączeniu w zdanie podrzędnie złożone co najmniej dwóch zdań pojedynczych, w których jedno jest odbiciem rzeczywistości, a drugie to sugestia. Istotny jest wynikowy charakter implikacji. Jest to skuteczne narzędzie do pokonywania różnorakich obiekcji rozmówcy.
Wyróżnić można następujące implikacje:
1. Spójnikowe – polega na powiązaniu bieżącego stanu rzeczywistości przy pomocy spójników „i” i „oraz” z sugestią. Przykład: Czytasz to zdanie i zastanawiasz się, czy to działa.
2. Jednoczesna – opiera się na związaniu obecnego stanu rzeczywistości i sugestią przy pomocy zwrotów takich jak „i jednocześnie”, „podczas”, „w trakcie”, „im... tym...”. Przykład: Możesz czytać to zdanie i jednocześnie zacząć sobie uświadamiać, że coś byś przekąsił. Podczas czytania tego hasła w pełni uświadomisz sobie zalety Wikipedii. Im dłużej będziesz zgłębiał te zagadnienia, tym bardziej będziesz głodny wiedzy z tego zakresu.
3. Wynikowa – przy jej konstrukcji stosuje się takie słowa jak: „sprawi”, „pozwoli”, „wywoła”, „spowoduje” itp. Przykład: Współpraca z Wikipedią sprawi, że przyczynisz się dla ludzkości. Długotrwałe siedzenie przed ekranem komputera może wywołać chęć przegryzienia czegoś smacznego.
4. Znaczeniowa – w tym przypadku druga część zdania nadaje sens pierwszej, która jest faktycznym obrazem rzeczywistości. Przykład: To, że jesteś zainteresowany nowym samochodem, oznacza, że zależy ci na komforcie i bezpiecznej jeździe.

## Presupozycja
Presupozycja to struktura lingwistyczna, oparta na pewnym założeniu lub założeniach, które są zrozumiałe tylko dla umysłu nieświadomego rozmówcy. Osoba przyswaja pewne informacje (założenia), ale nie zdaje sobie z tego sprawy. 
Przykład: Artur kupił nowy, wspaniały samochód.
Presupozycje tego zdania to:
- Istnieje jakaś osoba, która nazywa się Artur.
- Znam Artura, lepiej lub gorzej, ale na tyle by wiedzieć, że kupił samochód.
- Artur kupił samochód.
- Samochód był nowy.
- Samochód był wspaniały.
- Skoro samochód był nowy i wspaniały, to Artur jest raczej osobą majętną.

W tym krótkim zdaniu jest aż 6 założeń, stąd konkluzja, że każde zdanie jest nafaszerowane presupozycjami. Część z nich odbieramy świadomie, a część nie. Daje to olbrzymie możliwości perswazyjne.

## Negacja
Pojedyncze słowa też mogą pomóc lub zaszkodzić w komunikacji. Ludzie najczęściej nie potrafią umiejętnie używać słowa „nie” w języku perswazyjnym. Często osiągany jest efekt zupełnie przeciwny od zamierzonego. Spowodowane jest to funkcjonowaniem ludzkiego mózgu, który musi najpierw wytworzyć lub przypomnieć obraz tego, co ma zanegować. Najpierw pojawia się obraz rzecz, o której ma nie myśleć, a dopiero potem może ją zanegować. 
Przykład: Pan X nie jest złodziejem.
W efekcie mózg musi najpierw wyobrazić sobie, że X jest złodziejem, a dopiero potem temu zaprzeczyć. Powoduje to jednak wytworzenie się obaw i pewnej niepewności względem Pana X. Skoro X nie jest złodziejem, to może jest oszustem.
Negacja najlepiej działa na osoby, które działają na przekór.
Przykład: 
Pytanie: Czy pójdziesz ze mną do kina?
Odpowiedź: Nie
Dlatego dla osób, które reagują biegunowo, lepiej sformułować pytanie z negacją.
Pytanie: Pewnie nie będziesz chciała iść ze mną do kina?
Odpowiedź: Dlaczego miałabym nie chcieć? Chętnie się wybiorę.